# Center Harbor
Center Harbor är en kommun (town) i Belknap County i delstaten New Hampshire, USA. Vid folkräkningen år 2010 bodde 1 096 personer på orten. Den har enligt United States Census Bureau en area på totalt 42,8 km² varav 8,1 km² är vatten.